# ماي كلارك (ممثلة)
ماي كلارك (بالإنجليزية: May Clark)‏ هي ممثلة بريطانية، ولدت في 9 أغسطس 1889 في المملكة المتحدة، وتوفيت في 31 مايو 1984 في الولايات المتحدة.

## وصلات خارجية
- ماي كلارك على موقع IMDb (الإنجليزية)
- ماي كلارك على موقع قاعدة بيانات الفيلم (الإنجليزية)
- ماي كلارك على موقع كينوبويسك (الروسية)